# Water from the Moon
Water from the Moon è una canzone della cantante canadese Céline Dion, registrata per il suo secondo album in studio in inglese, Celine Dion (1992) e distribuita commercialmente nel 1993 come quinto singolo promozionale negli Stati Uniti. Mentre in Canada fu rilasciato solo come singolo radiofonico. Water from the Moon è stata scritta da Diane Warren e prodotta da Guy Roche, con la produzione aggiuntiva di Walter Afanasieff. e Warren ha fatto anche il background.

## Contenuti, videoclip musicale e successo commerciale
La canzone parla di una donna intenzionata a tutti i costi a conquistare il cuore di un uomo, il quale, per ora, sta respingendo le sue avance. Dice di averci provato in tutti i modi e non sa che cos'altro può fare ancora: è disposta davvero a tutto per riuscirvi, basta che non le si chieda l'impossibile, come "estrarre acqua dalla luna" (get water from the moon).
Per il singolo sono stati realizzati due videoclip musicali. Il primo è interamente in bianco e nero (contiene alcuni segni e scene religiose). Successivamente, il videoclip fu modificato per includere ulteriori filmati di Céline Dion, e fu modificata anche la fotografia, rendendo il video di color seppia.
Water from the Moon raggiunse la settima posizione della classifica canadese. Negli Stati Uniti invece ebbe un discreto successo nella Billboard Hot Adult Contemporary Tracks raggiungendo la numero undici.

## Recensioni da parte della critica
Dave Sholin del Gavin Report scrisse riguardo al singolo: "La rapida ascesa di Céline alla celebrità musicale sembrava inevitabile dal momento in cui raggiunse il pubblico statunitense nel 1991 con Where Does My Heart Beat Now. Nel breve intervallo tra il suo album di debutto e questo follow-up, quella straordinaria presenza vocale è diventata più forte. L'accoppiamento di questa straordinaria cantante con l'abilità di cantautore di Diane Warren colpisce incantando e il risultato è proprio questo."

## Formati e tracce
CD Singolo Promo (Stati Uniti) (Epic: ESK 74809)
1. Water From The Moon – 4:11 (Diane Warren)

LP Singolo 7" (Stati Uniti) (Epic: 34 74809)
1. Water From The Moon – 4:11 (Warren)
2. Little Bit Of Love – 4:27 (testo: Andy Scott – musica: Claude Gaudette)

MC Singolo (Stati Uniti) (Epic: 34T74809)
1. Water From The Moon – 4:11 (Warren)
2. Little Bit Of Love – 4:27 (testo: Scott – musica: Gaudette)

## Classifiche

### Classifiche settimanali
| Classifica (1993)                                     | Posizione massima |
| ----------------------------------------------------- | ----------------- |
| Canada (RPM 100 Hit Tracks)                           | 7                 |
| Canada (RPM Adult Contemporary Tracks)                | 3                 |
| Stati Uniti (Billboard Hot Adult Contemporary Tracks) | 11                |

### Classifiche di fine anno
| Classifica (1993)                                              | Posizione |
| -------------------------------------------------------------- | --------- |
| Canada (RPM Top 100 Hit Tracks of 1993)                        | 66        |
| Canada (RPM Top 100 A/C Tracks of 1993)                        | 17        |
| Stati Uniti (Billboard Hot Adult Contemporary Single & Tracks) | 46        |